# Corbu (Teslui), Olt
Corbu este un sat în comuna Teslui din județul Olt, Muntenia, România. Se află în partea de nord a județului, pe malul stâng al râului Teslui.